# Caligo
A Caligo a rovarok (Insecta) osztályának lepkék (Lepidoptera) rendjébe, ezen belül a tarkalepkefélék (Nymphalidae) családjába tartozó nem. Az alcsaládba való besorolása még manapság is vitatott.
Ebbe a lepkenembe körülbelül 20-22 faj tartozik, melyeket 5-6 fajcsoportba gyűjtenek össze.

## Előfordulásuk
Mexikó, Közép- és Dél-Amerika esőerdőiben, illetve másodlagos erdőiben (újranőtt erdők, melyeket korábban leégettek vagy kivágtak) fordul elő.

## Megjelenésük
Nagy méretű lepkék, melyeknek szárnyfesztávolsága 6,5–20 centiméter között van. A hátsó szárnyak alsó részén nagy szemfoltok láthatók.

## Életmódjuk
Egyszerre csak néhány métert repülnek. Főleg éjszaka tevékenyek.
Egyes fajok összegyűlnek a szaporodási időszak idején.

## Rendszerezés
A nembe az alábbi fajcsoportok és fajok tartoznak (meglehet, hogy a lista idővel változni fog):
- C. eurilochus - fajcsoport
  - Caligo bellerophon Stichel, 1903
  - Caligo brasiliensis (C. Felder, 1862)[4]
  - Caligo eurilochus (Cramer, [1775]) - típusfaj
  - bagolylepke (Caligo idomeneus) (Linnaeus, 1758)
  - Caligo illioneus (Cramer, [1775])
  - Caligo memnon (C. & R. Felder, [1867])
  - Caligo prometheus (Kollar, 1850)
  - Caligo suzanna (Deyrolle, 1872)
  - Caligo telamonius (C. & R. Felder, 1862)[4]
  - Caligo teucer (Linnaeus, 1758)
- C. arisbe - fajcsoport
  - Caligo arisbe Hübner, [1822]
  - Caligo martia (Godart, [1824])
  - Caligo oberthurii (Deyrolle, 1872)
- C. atreus - fajcsoport
  - Caligo atreus (Kollar, 1850)
  - denevérlepke (Caligo uranus) Herrich-Schäffer, 1850[4]
- C. oileus - fajcsoport
  - Caligo oedipus Stichel, 1903[4]
  - Caligo oileus C. & R. Felder, 1861
  - Caligo placidianus Staudinger, 1887
  - Caligo zeuxippus Druce, 1902
- C. beltrao - fajcsoport
  - Caligo beltrao (Illiger, 1801)
- Bizonytalan helyzetűek
  - Caligo agamemnon
  - Caligo euphorbus (C. & R. Felder, 1862)
  - Caligo hyposchesis
  - Caligo superbus Staudinger, 1887

### Fordítás
- Ez a szócikk részben vagy egészben  az   Owl butterfly című angol Wikipédia-szócikk ezen változatának fordításán alapul.  Az eredeti cikk szerkesztőit annak laptörténete sorolja fel. Ez a jelzés csupán a megfogalmazás eredetét és a szerzői jogokat jelzi, nem szolgál a cikkben szereplő információk forrásmegjelöléseként.